# 蔡长沄
蔡长沄（？—1763年），福建漳浦人，清朝政治人物。禮部侍郎蔡世远之子。
乾隆三年(1738年)，以学行兼优荐。曾任甘泉县、石埭县、句容县、无锡县等县知县。后任江宁知府、庐州知府。1750年，任松江府知府。迁四川按察使。官至兵部侍郎。